# Přihlížející ligand
Přihlížející ligand je ligand, který se neúčastní chemických reakcí komplexu, ale zaplňuje koordinační místa.
Přihlížející ligandy bývají polydentátní. I když se neúčastní reakcí kovů, tak ovlivňují reaktivitu kovových center, na které jsou vázány.
Je několik ligandů, které mohou fungovat jako přihlížející, mimo jiné jde o trispyrazolylboritany (Tp), cyklopentadienyl (Cp) a řadu chelatujících difosfinů, například 1,2-bis(difenylfosfino)ethan (dppe). Změnou substituentů přihlížejících ligandů lze výrazně ovlivnit rozpustnost, stabilitu, a elektronové či sterické vlastnosti komplexů; velký vliv přihlížejících ligandů se objevuje například u platinových antineoplastik.

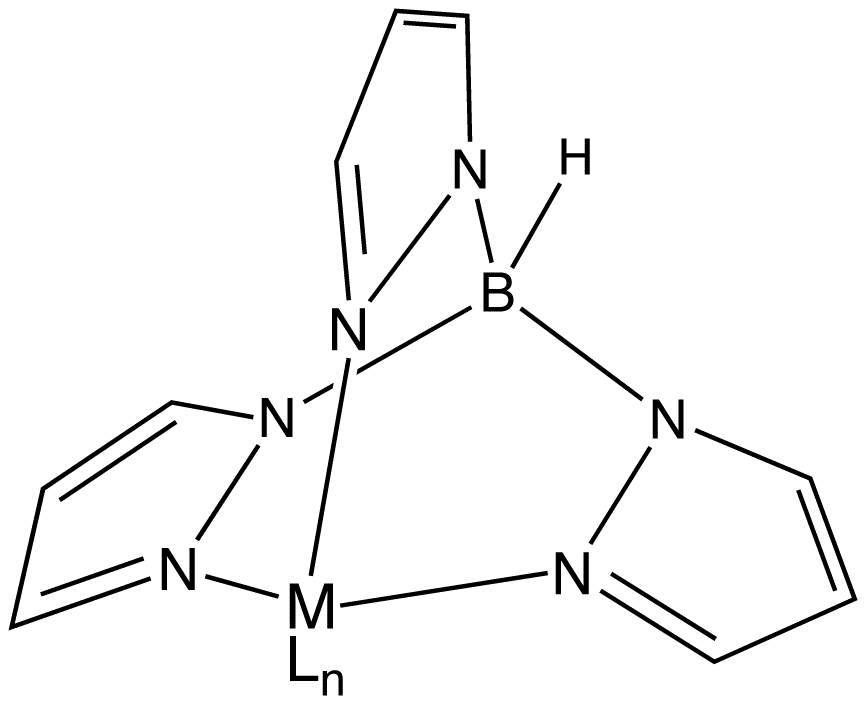
Struktura ligandu Tp navázaného na kovové centrum ML_{n}. Tp^{−} je zde přihlížejícím ligandem.

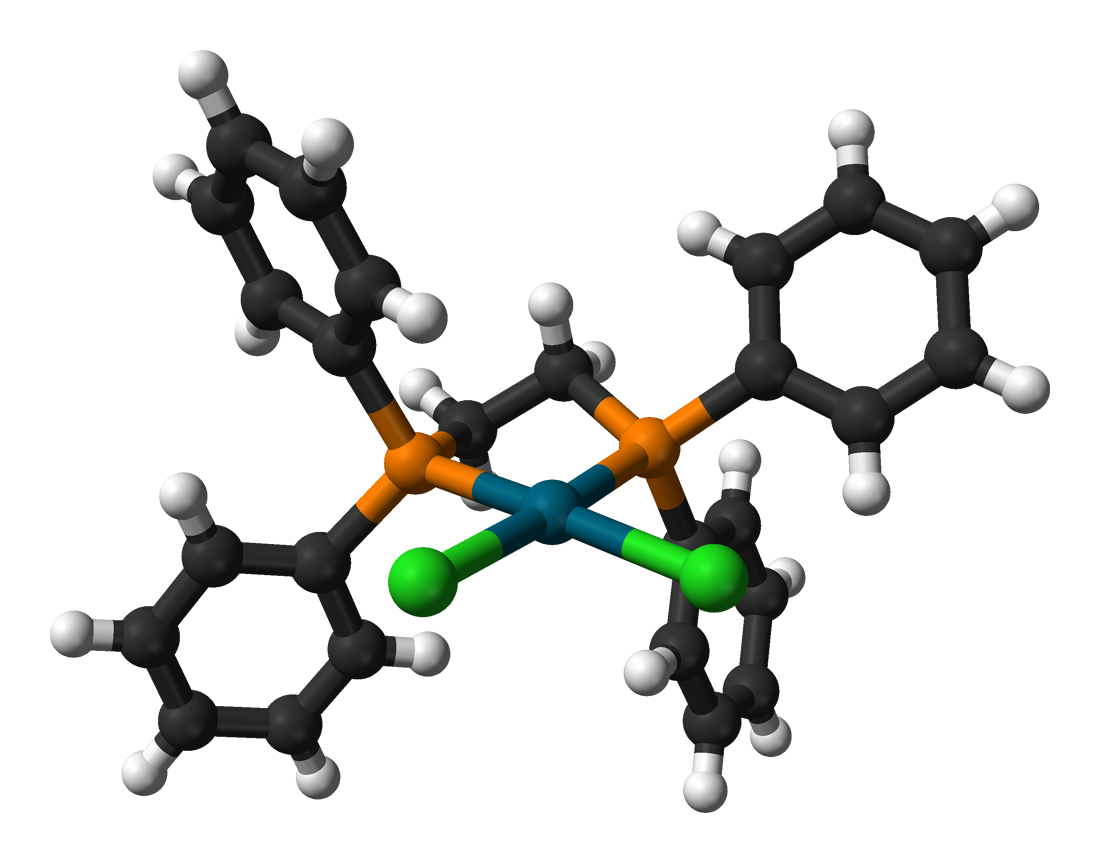
Model molekuly [PdCl_{2}(dppe)], dppe slouží jako přihlížející ligand.